# Герб Коропа
Герб Коропа — офіційний символ-герб районного центра у Чернігівській області смт Коропа.
Сучасний герб Коропа затверджений 24 травня 2001 Рішенням сесії селищної ради:
У синьому полі срібний короп, над ним — золота корона.
Фактично, відновлено використання герба, вживаного з XVII ст. Короп є промовистим символом, який вказує на назву міста.

## Історичні герби Коропа

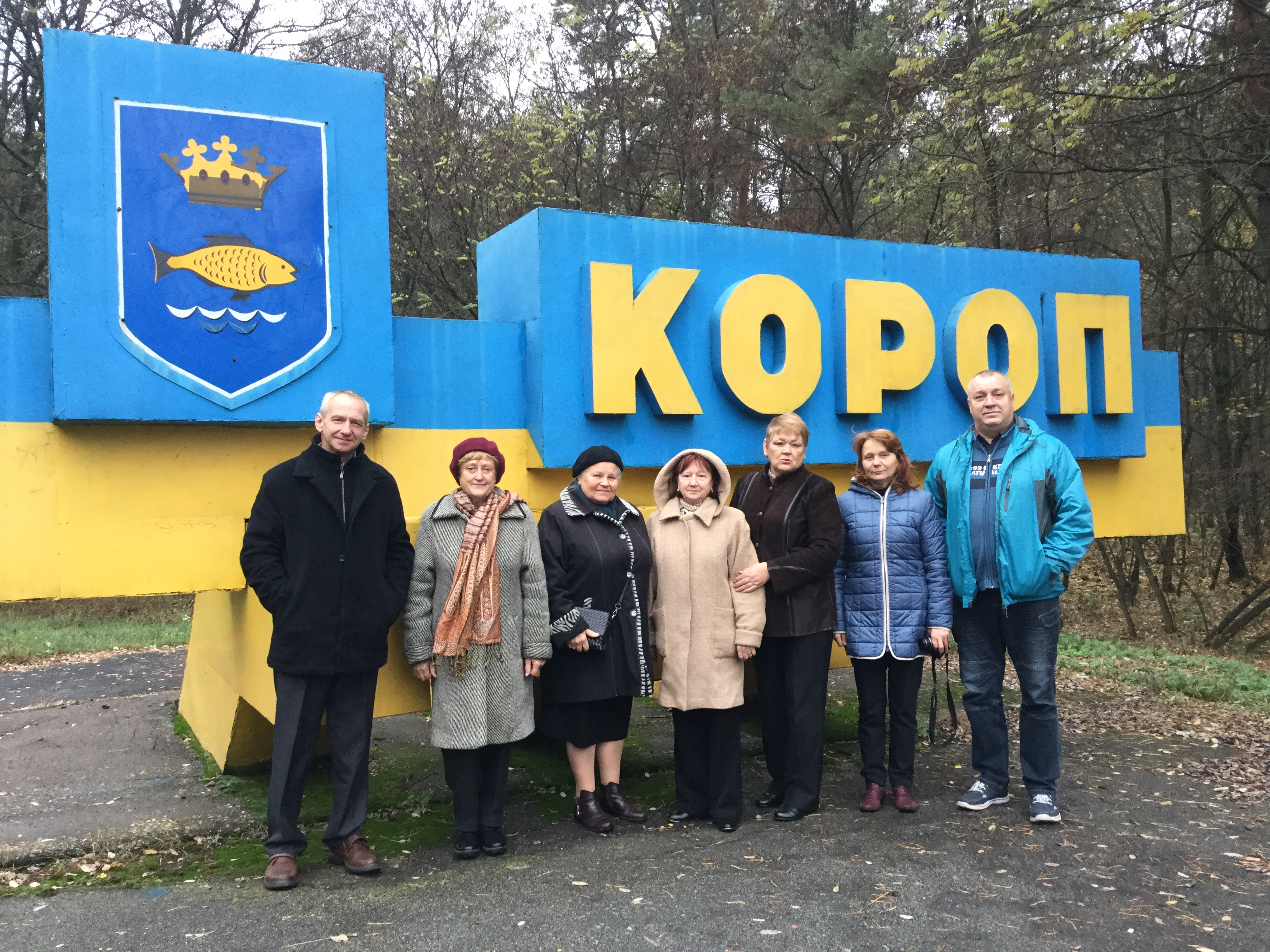
Представники Чернігівського земляцтва в Києві при в'їзді в Короп, жовтень 2018

Герб Коропа (міста Новгород-Сіверського намісництва) затверджений 4 червня 1782 року: «У блакитному полі срібний карась і над ним золота корона».
Незатверджений проєкт герба Коропа (1865): «У блакитному щиті срібний карась з червленими очима, крилами і хвостом, супроводжуваний вгорі золотою дворянській короною». У вільній частині герб Чернігівської губернії. Щит увінчаний червоною стінною короною і оточений золотим колоссям, з'єднаними Олександрівською стрічкою.
Крім того, існує також ще один проєкт герба Коропа. Являє собою щит, у блакитному полі якого розміщений срібний короп, над яким золота королівська корона; щит покладено на бароковий картуш, який увінчує золотий лицарський шолом; шолом покритий мурованою міською короною, із котрої виринають три страусові пера; намет блакитний підбитий сріблом.
Герб міста Короп схожий на шляхетський герб Ґлаубич. В часи козацтва міський герб мав шолом, корону і клейнод як на шляхетському гербі.

## Галерея

Герб Коропа 1782
Незатверджений проєкт герба Коропа (1865)
Герб Коропа (реконструкція)